# Monique Parent
Pour les articles homonymes, voir Parent.
Monique Parent est une actrice et mannequin américaine née le 4 novembre 1965 à San Luis Obispo en Californie.

## Filmographie

### Cinéma
- 1993 : Péchés capitaux (en) : Clarise
- 1993 : Buford's Beach Bunnies : Amber Dexterous
- 1993 : Les Yeux de la nuit 3 (Night Eyes Three) de Andrew Stevens : Brandy
- 1993 : The Making of '...And God Spoke' : la Ninja nue
- 1993 : Dragon Fire : la danseuse
- 1993 : Sex and the Single Alien : Jennifer
- 1993 : Double Standards
- 1993 : Divorce Law : Rachel Horn / Brenda
- 1993 : Cyber Seeker : doctoresse Barnett
- 1994 : Dangerous Touch : Nicole
- 1994 : Sexual Outlaws : Annie
- 1994 : Midnight Confessions : Joni
- 1994 : Perfect Gift : Lori
- 1994 : Blind Obsession de Marque Case Chantal : Demonica Toffet
- 1994 : Bikini Med School
- 1995 : Play Time : Geena
- 1995 : Blonde Heaven : Viva
- 1995 : Vicious Kiss : Angela
- 1995 : Scoring de Toby Philips : Marsha
- 1995 : Revenge of the Calendar Girls : Misty Autumn
- 1995 : Point Dume : Gina
- 1995 : Mirror, Mirror III: The Voyeur : Cassandra
- 1995 : Married People, Single Sex II: For Better or Worse : Valerie
- 1995 : Desert Blues : Veronica
- 1996 : Masseuse de Fred Olen Ray : J.J
- 1996 : The Truth About Cats & Dogs la femme dans l'ascenseur
- 1996 : White Cargo de Daniel Reardon : Madam Tilly
- 1996 : Ladykiller : Debbie Schaffer
- 1996 : Sunset After Dark : Gina Darnell
- 1996 : Stripshow : Kara
- 1996 : Love Me Twice : Jessica / Julie
- 1996 : Jimi de Daniel Rivera : Janis Joplin
- 1996  : Dirty Dancer : Lora
- 1996 : Almighty Fred
- 1996 : Dark Secrets : Claire Reynolds
- 1997 : Lebensborn de David Stephens : Jocelyn Speer
- 1997 : Tender Flesh de Jess Franco : Baronne Irina
- 1997 : Alien Escape : Janet
- 1997 : Lovers, Liars and Thieves : Thief
- 1998 : Maximum Revenge : Katya
- 1998 : Club Wild Side 2 : Alex
- 1998 : Club Wild Side : Christine
- 1998 : The Catcher : Terry Mitchell
- 1998 : Turnaround de Jeffrey Mandel
- 1998  : American Sweethearts : Becca
- 1999 : The Pornographer : Charise
- 1999 : Bloodthirsty : Whitney
- 1999 : The Key to Sex : Tina
- 1999 : Temptations de Romy Hayes : Charlene
- 2000 : Dean Quixote : Bravetart
- 2001 : Seaside Seduction : Lacey
- 2002 : The Perfect Cut : Krystal Evans
- 2003 : Los jornaleros : Shirley
- 2006 : Dead Boyz Don't Scream : Roz
- 2007 : The Stolen Moments of September : Blu
- 2009 : Strangers Online : la psychiatre
- 2011 : Breath of Hate : Selma
- 2012 : Six-Gun Women : Darlene
- 2013 : The Profane Exhibit : Lisa
- 2013 : The Perfect House : Real Estate Agent
- 2014 : Geitzler's Asylum : Janice
- 2015 : Jurassic City : Scarlett
- 2015 : The Last House : Selma
- 2016 : Vigilante Chronicles : Eva
- 2017 : Scumbag : Susan Stevens
- 2017 : The Fast and the Fierce : Harriet
- 2017 : Axeman 2: Overkill : Mrs. Marla Whitfield
- 2017 : Bikini Car Wash Massacre : Madame Zevonia
- 2017 : Jack vs Lanterns : Tiffany Surebanks
- 2019 : Cuck : Candy
- 2019 : Loved to Death : Rose
- 2019 : Gam Cam Grrl : Thomasine
- 2020 : The Ariealist : Aurora
- 2021 : Girl in the Palms : Bebe
- 2022 : That's a Wrap : Lily
- 2023 : Creeping Death : Linda Garner
- 2023 : Axeman at Cuters Creek 2  : Mrs. Marla Whitfield
- 2023 : 3rd Floor : Diane Herman

### Direct-to-video
- 1992 : Playboy: Erotic Fantasies : l'étudiante au piano
- 1992 : Jeux secrets : Robin
- 1993 : Other People's Secrets
- 1993 : Body of Influence : la femme classe
- 1993 : Night Dreams : la femme (segment "Intimate Strangers")
- 1996 : Desire: An Erotic Fantasyplay : Adrienne
- 1997 : Lust: The Movie : Ellie
- 1997 : Busted de Corey Feldman  : Carrie
- 2000 : The Seduction of Maxine : Leah Hudson
- 2001 : Passion Lane : Shandra
- 2002 : Close Enough to Touch : Amanda Henderson
- 2002 : Perfectly Legal : Sharon
- 2002 : Passion's Peak de John Quinn : Sophia
- 2002 : Wicked Temptations : Samantha Sharpe
- 2005 : The Witches of Breastwick : Tiffany Carter
- 2006 : Insatiable Obsession : Stella
- 2006 : Carnal Cravings : Natalie
- 2007 : The Breastford Wives : Taimie
- 2008 : Blood Scarab : comtesse Élisabeth Báthory
- 2011 : The Fergusons : Joan Ferguson
- 2011 : 1313: Boy Crazies : Sheila
- 2012 : 1313: UFO Invasion : Evelyn

### Télévision
- 1993 : South of Sunset (série télévisée) : la Dreamgirl
- 1993  : American Sweethearts: An Erotic Vision of a Seductive Kind (série télévisée)
- 1994  : Love Street (série télévisée)
- 1994  : Love Street 1: I Dreamed of Angels Crying (court métrage télévisé) : miss Heartstrings
- 1995  : The Watcher (en) (série télévisée) : Sheila
- 1996  : Night Stand (série télévisée) : Kathryn Most
- 1996  : Walker, Texas Ranger - épisode #4.12 Rodeo (série télévisée) : Patty Watson
- 1996  : Hot Line (série télévisée) : Sheila
- 1996-1998 : Beverly Hills Bordello (série télévisée) : Veronica Winston / Michelle Abbott
- 1997  : James Dean: Race with Destiny (téléfilm) : Ursula
- 1997  : Heartless de Judith Vogelsang (téléfilm) : Suzanne Chadway Hawks
- 1998  : Intimate Sessions (série télévisée) : Laura
- 2000  : Passion Cove (série télévisée) : Anna
- 2001  : Black Scorpion (série télévisée)
- 2001 : Thrills - épisode #1.13 (série télévisée) : doctoresse Janet
- 2001-2003 : Hotel Erotica (série télévisée) : Lynn / Marisol / Leslie Pearson / ...
- 2004 : Black Tie Nights (série télévisée) : Bobbi Ann Harris
- 2005 : Lust Connection (téléfilm) : Beth
- 2006 : Temptations of Lust (téléfilm) : Claudia
- 2006 : Sex Games Vegas (série télévisée) : Judy
- 2007 : Illicit Behavior (téléfilm) : Claudia
- 2008 : Bikini Royale (téléfilm) : doctoresse Nyet
- 2008 : Voodoo Dollz (téléfilm) : miss Dambahla
- 2010-2011 : Tanya X (série télévisée) : la directrice Martin
- 2011 : Moving Numbers (série télévisée) : Beth Sanders
- 2011 : Uncut (série télévisée) : Danielle Channing
- 2015 : Whitey (série télévisée) : Bevan
- 2016 : Mind Blown (téléfilm) : la technicienne du labo
- 2017 : La Nounou diabolique (téléfilm) : Connie Wells
- 2017 : Stuff and Sam! (série télévisée) : Mrs. Cunny
- 2018 : Anime Crimes Division (série télévisée) : Nancy Prestige
- 2018 : Cleaning Girls (téléfilm)
- 2021 : Normal British Serie (série télévisée) : Mrs. Stencil
- 2022 : Le Cercle des mensonges (Killer Ambition) (téléfilm) : Elizabeth
- 2022 : L'Académie des secrets (téléfilm)

## Jeux vidéo
- 1994 : National Lampoon's Blind Date : la fille qui cite Hamlet
- 1995 : Ghostly Desires : Lexiana O'Brien
- 1996 : Phantasmagoria 2: A Puzzle of Flesh : Jocilyn Rowan